# 44 a.C.

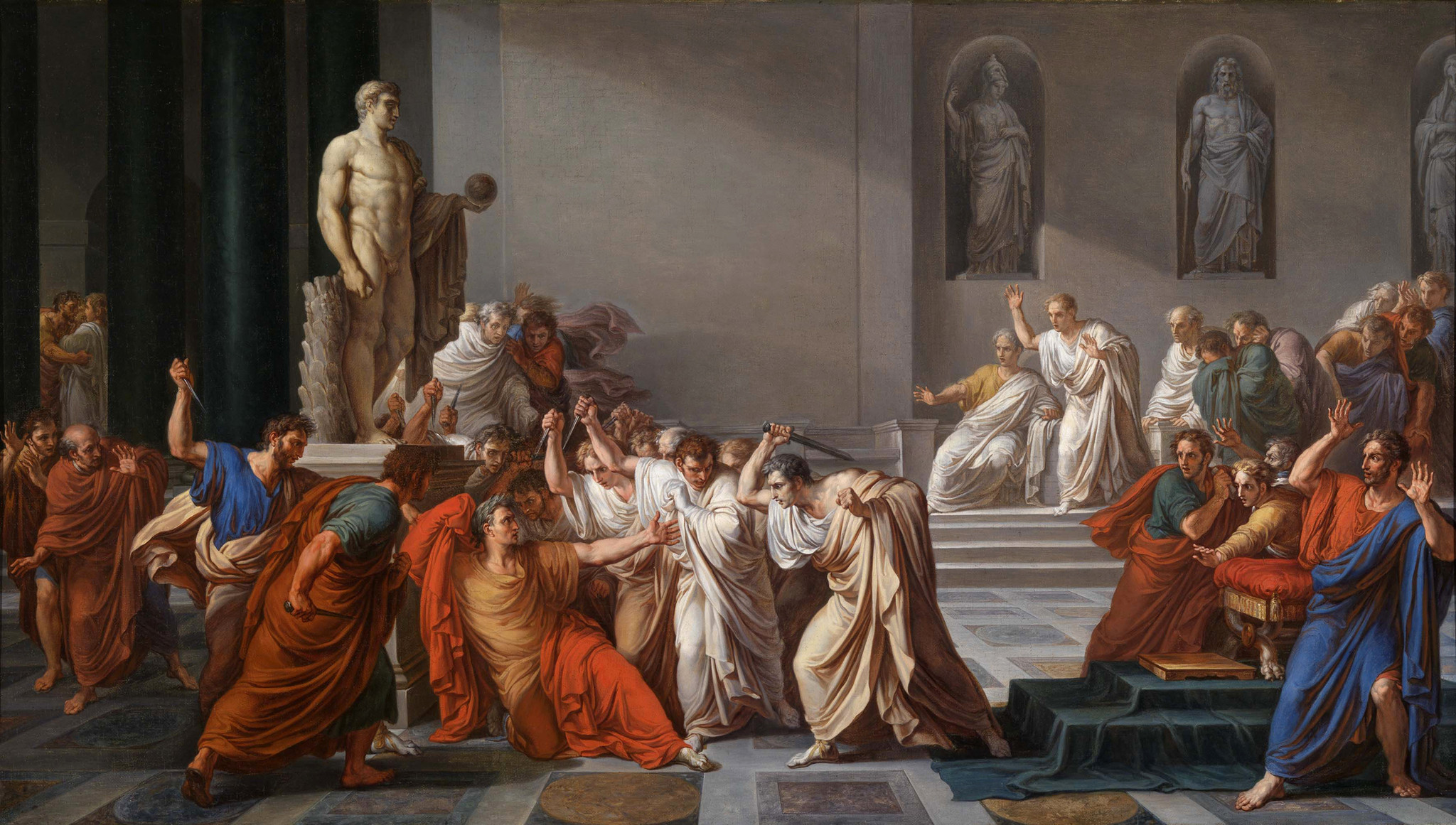
A morte de César às mãos dos Liberatores.

44 a.C. foi o primeiro ano bissexto no Calendário Juliano durante o século I a.C.. com 366 dias, o ano teve início num sábado e terminou a um domingo. as suas letras dominicais foram B e A.
| Ano completo                      |
| --------------------------------- |
| Ano bissexto com início ao sábado |

## Eventos
- 184a olimpíada.
- Júlio César, pela quarta vez, e Marco Antônio, cônsules romanos. Depois do assassinato de César, Públio Cornélio Dolabela foi nomeado cônsul sufecto em seu lugar.
- Sexto Pompeu foge da Hispânia e dá início à Revolta Siciliana.
- Em 15 de março, Júlio César foi assassinado por um grupo de senadores republicanos (os "liberatores"), entre os quais Bruto e Cássio.
- Na confusão que se seguiu, os cesarianos em Roma, liderados por Marco Antônio, assumem o comando em Roma e adotam uma postura conciliadora. Alguns liberatores chegam a assumir o comando de províncias importantes.
- Em junho, o herdeiro de César, Otaviano, chegou à Itália e obrigou que os liberatores fossem banidos e perdessem seus comandos.
- No final do ano, Marco Antônio seguiu para Brundísio para assumir o comando de suas legiões. Otaviano tentou assumir o poder em Roma, mas fracassou e acabou sendo expulso para Arrécio com seus principais aliados, dando início à Guerra de Mutina depois que Antônio marchou para enfrentá-lo.

## Mortes
- Públio Servílio Vácia Isáurico censor cônsul romano.